# Trichanthemis karataviensis
Trichanthemis karataviensis là một loài thực vật có hoa trong họ Cúc. Loài này được Regel & Schmalh. miêu tả khoa học đầu tiên năm 1878.